# Sephora (entreprise)
Pour les articles homonymes, voir Séphora (homonymie).

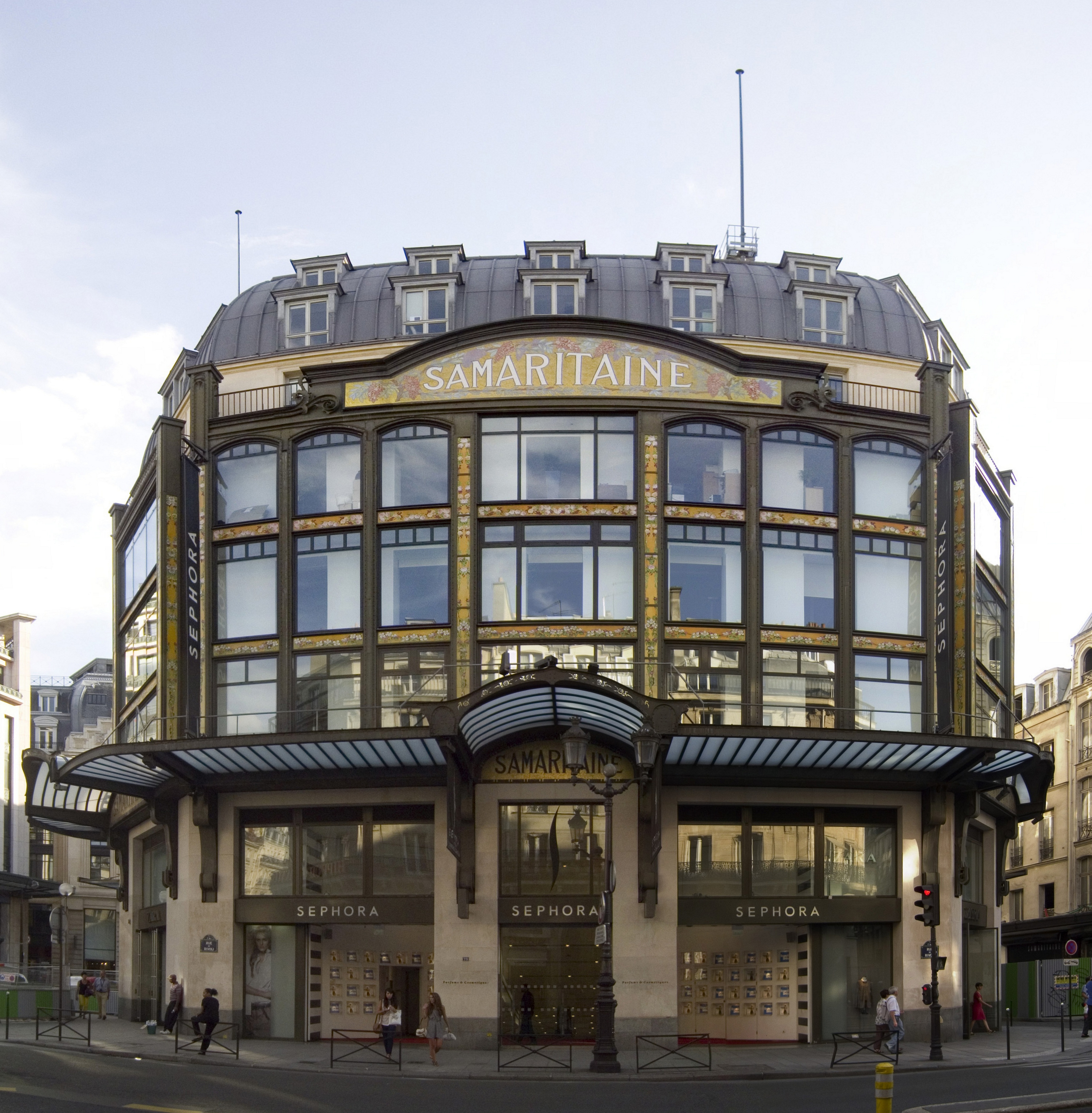
Une boutique Sephora dans le magasin la Samaritaine à Paris

Sephora est une chaîne de magasins de vente de parfums et de produits cosmétiques française dont les origines remontent à 1973 et appartenant au groupe LVMH depuis 1997.
Rapidement après ce rachat, Sephora a une politique d'expansion importante par l'ouverture de points de vente partout dans le monde. Ce réseau de distribution, composant du pôle « Distribution sélective » de LVMH, rejoint ainsi des marques de parfums comme Guerlain, Parfums Givenchy ou Parfums Christian Dior au sein du groupe. L'entreprise a pour président-directeur général Guillaume Motte.

## Historique
Le nom Sephora vient du personnage biblique Séphora (en hébreu : צִפוֹרָה, Tsippôrah), épouse de Moïse. Le groupe Nouvelles Galeries ouvre le premier magasin Sephora à Paris, en 1973. Ce magasin sera racheté par le groupe britannique BOOTS, qui ouvre 38 magasins en France. En 1993, les 38 emplacements Sephora sont rachetés par Dominique Mandonnaud, créateur du concept actuel. Il abandonne son enseigne SHOP 8 au profit de Sephora et implante son concept dans la totalité des parfumeries sous l'enseigne Sephora.
Dominique Mandonnaud a ouvert sa première parfumerie en libre accès, à Limoges en 1969 et développé le concept durant les années qui suivirent.
En 1997, Sephora est achetée par LVMH pour l'équivalent de 344 millions d'euros,. En 1998, LVMH, afin de l'intégrer sous le nom de Sephora, acquiert la chaine des Parfumeries Marie-Jeanne Godard (80 magasins en France, en Portugal, en Espagne et en Pologne) qui permet au groupe Sephora d’augmenter fortement son positionnement en France. Dans les années qui suivent, sous l'impulsion des deux présidents-directeurs généraux Pierre Letzelter, puis Jacques Lévy en 2003, la société se lance dans une politique d'ouverture de magasins à l'étranger, notamment aux États-Unis à partir de 1998, puis à partir du milieu des années 2000, au Proche-Orient, aux Émirats arabes unis, en Europe de l'Est, et en Chine.
Cependant, cette internationalisation est difficile, car elle n'a pas tenu compte des attentes de la clientèle des pays concernés. En 2002, alors que Sephora perd l'équivalent de 130 millions d'euros pour 800 millions d'euros de chiffres d'affaires, la vingtaine de boutiques ouvertes en Allemagne, au Japon et au Royaume-Uni sont fermées tout en conservant néanmoins les quatre-vingts magasins aux États-Unis.
Par ailleurs, sous l'impulsion de David Suliteanu, directeur Sephora aux États-Unis, la marque commercialise les produits de petits créateurs pour faire face au refus des grandes marques françaises d'être commercialisées chez Sephora. En France et en Europe, les produits les plus populaires des Sephora américains sont importés par le président Jacques Lévy: Sephora commercialise ainsi ces produits à titre exclusif, avec succès comme pour l'anti-rides StriVectin-SD. Ensuite, cette politique d'exclusivité est étendue à des produits précis des marques du groupe LVMH, comme Benefit Cosmetics.
Dans les années 2000, Sephora crée également une marque de distributeur à son nom et inaugure les « bars à beauté » qui sont ouverts pour offrir à la clientèle des soins de beauté sur place, suivi des « bars à ongles » et des « styling bars » pour la coiffure.
En juillet 2005, le site sephora.com (accessible aux États-Unis depuis 1999) est ouvert pour la France et devient dès début 2006, le magasin Sephora français le plus fréquenté de la chaîne.
Sephora dévoile en octobre 2014 un plan ambitieux afin de poursuivre sa croissance mondiale. L’objectif de l’enseigne est d’augmenter son chiffre d’affaires global de 10 % par an en moyenne sur les cinq prochaines années. Sephora veut continuer à ouvrir annuellement une centaine de magasins à travers le monde (2000 magasins dans 31 pays en octobre 2014). L'enseigne prévoit d'atteindre cinq milliards d'euros de chiffre d’affaires en 2014.
En juillet 2021, Sephora s'implante au Royaume-Uni avec le rachat de l'enseigne britannique Feelunique, spécialiste de la vente en ligne de produits de beauté.
En septembre 2023, Sephora décide de mettre fin à son partenariat avec Zalando, deux ans après son commencement. Sephora explique que cette décision a été prise dans le but de se focaliser sur ses canaux de distribution et de commercialisation exclusifs.

## Chiffres
(décembre 2023).
Le détail des comptes de Sephora n'est pas publié par le groupe LVMH; mais certaines années, des chiffres sont cités dans les médias: 
En 2004, Sephora détient 21% de parts de marché en France, puis 24% avec 201 magasins nationaux en 2006 face au premier, Marionnaud, qui occupe alors 26% des parts de ce marché,.
En 2006, le chiffre d'affaires en France est réalisé à environ 25% par les produits de la marque Sephora et à 10% par les marques distribuées en exclusivité (80% du chiffre d'affaires aux États-Unis avec 138 points de vente). Des analystes financiers cités dans le mensuel Capital estiment le chiffre d'affaires de Sephora à environ 1,6 milliard d'euros pour 2006.
Fin 2009, la part de marché de Sephora, progressant de 9% sur un an avec 986 points de vente dans le monde, est de 25%, dépassant l'enseigne Marionnaud, pour un chiffre d'affaires estimé à 2,5 milliards d'euros,.
En 2010, Sephora dépasse de nouveau Marionnaud puisque cette année-là, sa part de marché progresse de 7,7% alors que son premier concurrent stagne, pour atteindre 27% avec plusieurs centaines de points de vente, et 1 070 dans le monde et un chiffre d'affaires estimé de 2,8 milliards d'euros; la France représente environ un milliard d'euros de ce chiffre d'affaires mondial.
En avril 2020, Sephora annonce avoir 78.000 références produits.

## Points de vente
En 2023, la marque est présente dans 35 pays et dispose au total 2700 boutiques dont deux à Londres depuis juillet 2023,,.
En France, la société compte environ 300 établissements (points de vente, bureaux et entrepôts).

## Principes de vente

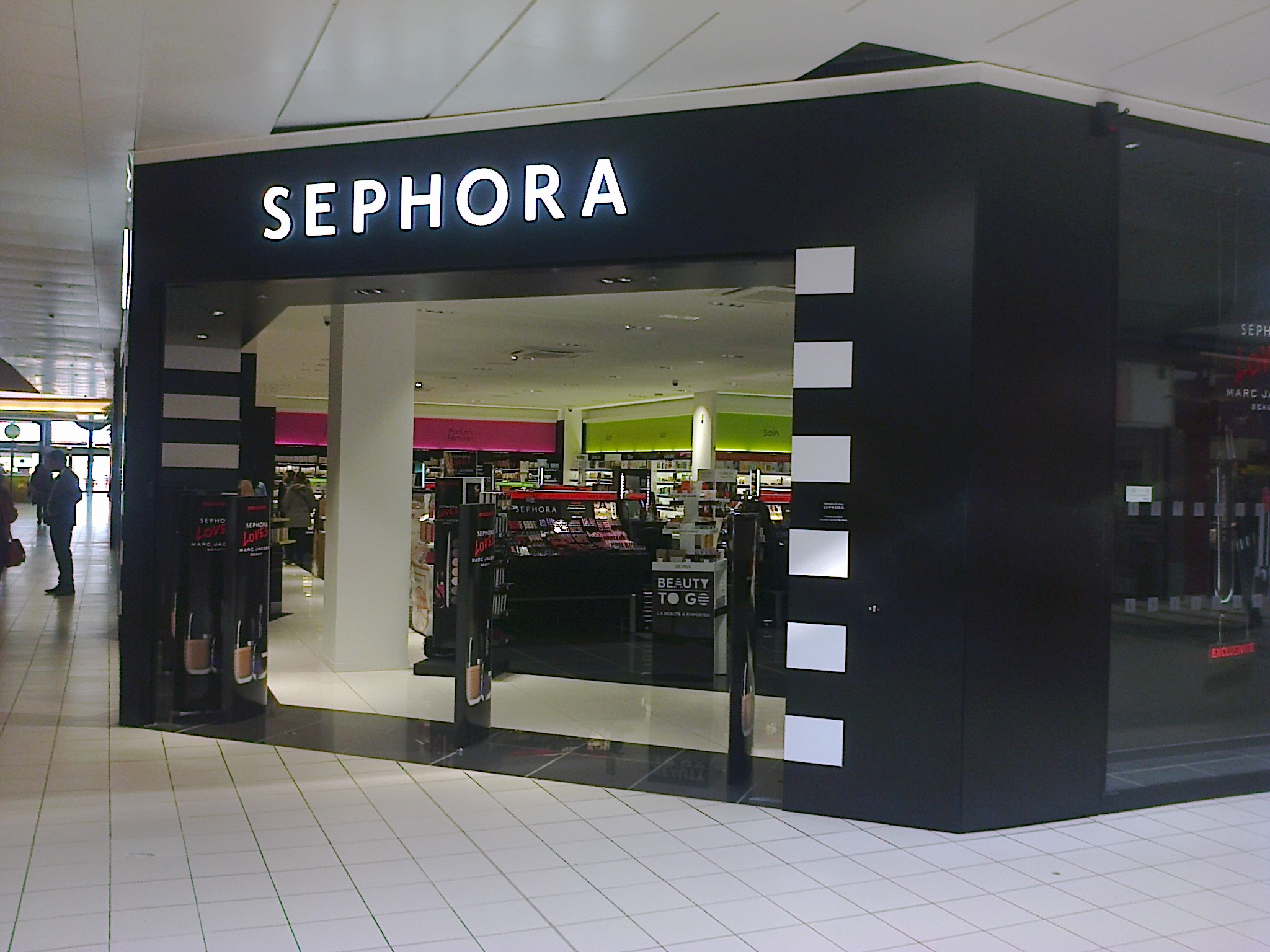
Boutique Sephora de Plaisir.

En 1969, Dominique Mandonnaud crée à Limoges le plan de sa parfumerie en permettant une libre circulation des clients parmi les produits, leur permettant également de les essayer sans la présence obligée d'un membre du personnel.
Des services de soins sont également effectués en magasins sous le nom de « bar s».
Les magasins ont généralement des entrées largement ouvertes sur la rue. Certains se veulent gigantesques: 1 500 m2 pour le magasin de l'avenue des Champs-Élysées à Paris, de même pour le tout nouveau flag ship high-tech de Shanghai et jusqu'à 1 800 m2 pour le Sephora Triangle de Barcelone et le choix de produits est large avec plus de 1 500 références.

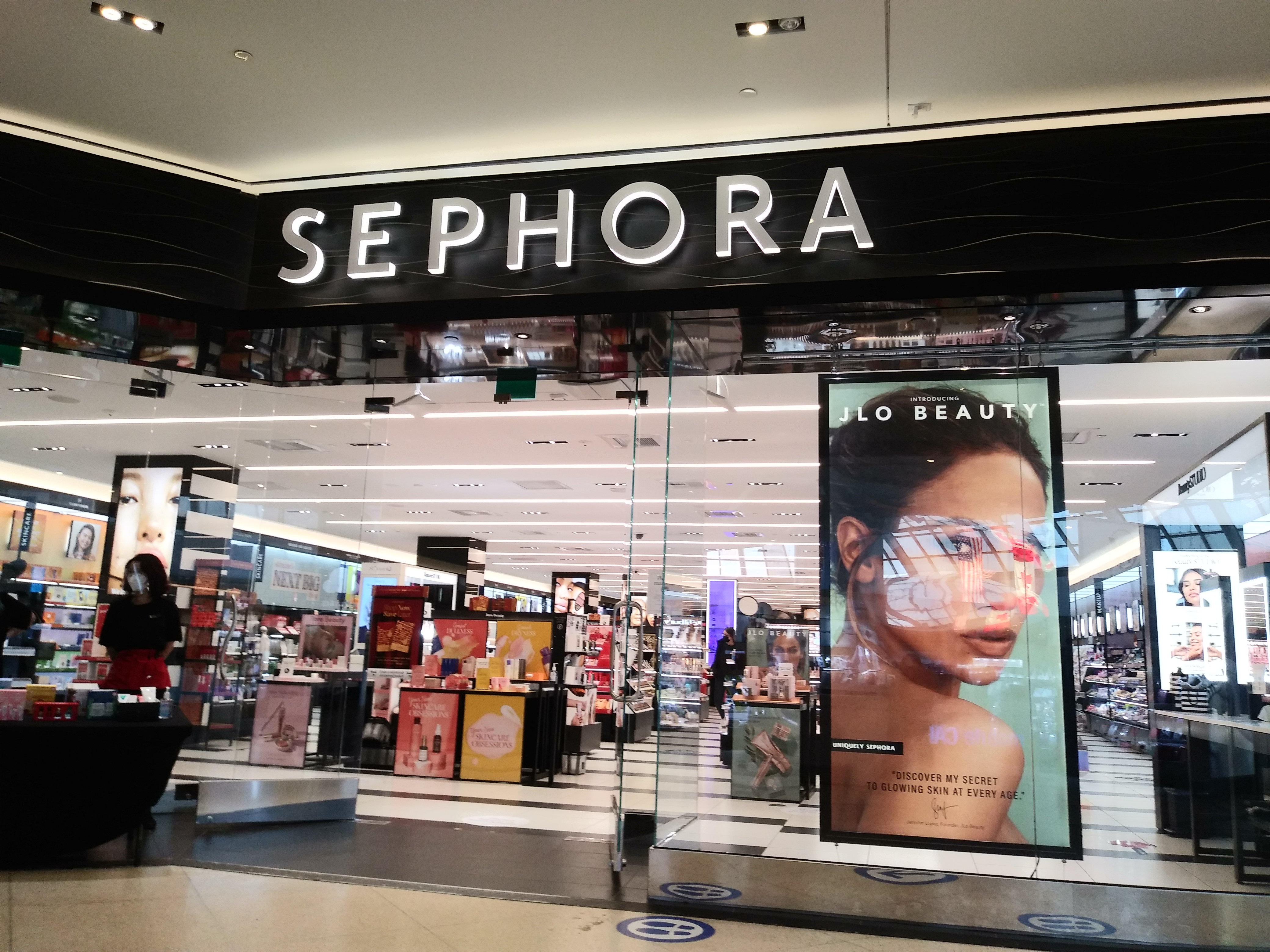
Boutique Sephora de West Edmonton Mall en Canada.

## Marques
Sephora propose une grande variété de produits de beauté de plus de 300 marques dont des marques de parfum féminin et masculin.
Sephora propose aussi sa propre marque de soins visage, corps et cheveux, accessoires de beauté, maquillage.
En mai 2018, aux États-Unis, le programme «Bold Beauty for the Transgender Community» [Beauté audacieuse pour personnes transgenres] consiste en des cours de maquillage gratuits de 90 minutes dans le cadre de sa campagne «Classes For Confidence» [leçons pour reprendre confiance en soi] lancée en 2016.

## Polémiques

### Entente sur les prix
Le 13 mars 2006, le Conseil de la concurrence, après 4 300 relevés de prix, inflige une amende de 45,4 millions d'euros au total à l'encontre de treize parfumeurs (dont Parfums Christian Dior et LVMH Fragance Brands, tous les deux du groupe LVMH comme Sephora) et des trois plus importants distributeurs que sont Marionnaud, Nocibé et Sephora pour «entente sur les prix» entre 1997 et 2000, avec un préjudice envers les consommateurs estimé à 72 millions d'euros. Sephora est condamné à une amende de 9,4 millions d'euros.
L'Oréal et les autres marques contestent cette décision et font appel. La cour d'appel de Paris annule la sanction du Conseil de la concurrence «pour longueur excessive de la procédure».
La Cour de cassation réexamine le dossier en 2010 à la suite d'un pourvoi du ministère des Finances; en novembre 2010, celle-ci annule l'arrêt de la cour d'appel de Paris.
En 2012, les seize marques du domaine du parfum sont finalement condamnés pour «entente sur les prix» par la Cour d'appel de Paris, la cour ayant confirmé la décision,.

### Polémique autour des Hijabeuses
À partir du 11 septembre 2023, Sephora est au centre d'une controverse après la publication d'un spot publicitaire sur ses réseaux avec l'équipe des Hijabeuses. Dans le spot, Sephora déclare que « ces femmes prônent le dépassement de soi, l’esprit d’équipe et de combativité, et l’inclusion ». L'entreprise ajoute : « Nous les avons suivies, de leur routine beauté jusque sur le terrain de football. C’est aussi ça The Unlimited Power of Beauty [slogan de Sephora] ». Une polémique émerge dans le cadre de l'interdiction du port du voile lors des compétitions de sport collectif par le Conseil d'État en juin 2023. En conséquence, plusieurs internautes qui s'opposent au port du voile, ainsi que la droite et l'extrême droite, appellent au boycott de la marque.